# Dreams of the Past
Dreams of the Past is deel van een dubbelalbum van de Britse band Bastille, samen met Give Me the Future. Het werd op 26 augustus 2022 uitgebracht en bevat onder andere de singles Run Into Trouble, Remind Me en Revolution. Het album werd opgenomen in Londen en geproduceerd door Mark Crew, Dan Smith, Daniel Priddy, Marty Maro, Ryan Tedder, Jonny Coffer, Alok, Charlie Barnes, Jack Duxbury, Jeff Bhasker, Mike Dean, OHYES, Riz Ahmed, A Strut & Tyde. Het album bevat daarnaast onder andere de single Survivin' die al op de EP Goosebumps en de deluxeversie van Give Me the Future stond, en het nummer Hope for the Future dat eerder al te horen was in de documentaire From Devil's Breath. Ook Real Live, Back to the Innerverse en No More Bad Days stonden eerder al op de deluxeversie van Give Me the Future. Het album is in twee delen verdeeld: het eerste deel heet Dreams of the Past, het tweede deel Other People's Heartache. Daarmee is dit het vijfde deel uit de collectie mixtapes van de band, die eveneens Other People's Heartache heet.

## Tracks
| 1.                 | Back to the Innerverse (interlude) | 0:20 |
| 2.                 | Real Live                          | 2:20 |
| 3.                 | Family Ties                        | 2:46 |
| 4.                 | Distorted Light Beam (reprise)     | 3:23 |
| 5.                 | Revolution                         | 3:03 |
| 6.                 | Survivin'                          | 2:53 |
| 7.                 | No More Bad Days                   | 3:59 |
| 8.                 | Hope for the Future                | 3:32 |
| Totale duur: 22:16 |                                    |      |

| 9.                 | Other People's Heartache (interlude) | 0:45 |
| 10.                | Run Into Trouble (met Alok)          | 3:02 |
| 11.                | Remind Me                            | 2:52 |
| 12.                | Eight Hours (met Tyde)               | 3:06 |
| 13.                | Dancing in the Dark                  | 3:07 |
| 14.                | Running Away                         | 2:52 |
| Totale duur: 38:00 |                                      |      |